# Asteriognatha
Asteriognatha är ett släkte av fjärilar. Asteriognatha ingår i familjen vecklare.
Kladogram enligt Catalogue of Life:
| Asteriognatha | \| \| Asteriognatha cyclocentra \| \| \| \| \| \| Asteriognatha metriotera \| \| \| \| |
|               | \| \| Asteriognatha cyclocentra \| \| \| \| \| \| Asteriognatha metriotera \| \| \| \| |
|               | Asteriognatha cyclocentra                                                              |
|               |                                                                                        |
|               | Asteriognatha metriotera                                                               |
|               |                                                                                        |